# Jelonki (Rychliki)

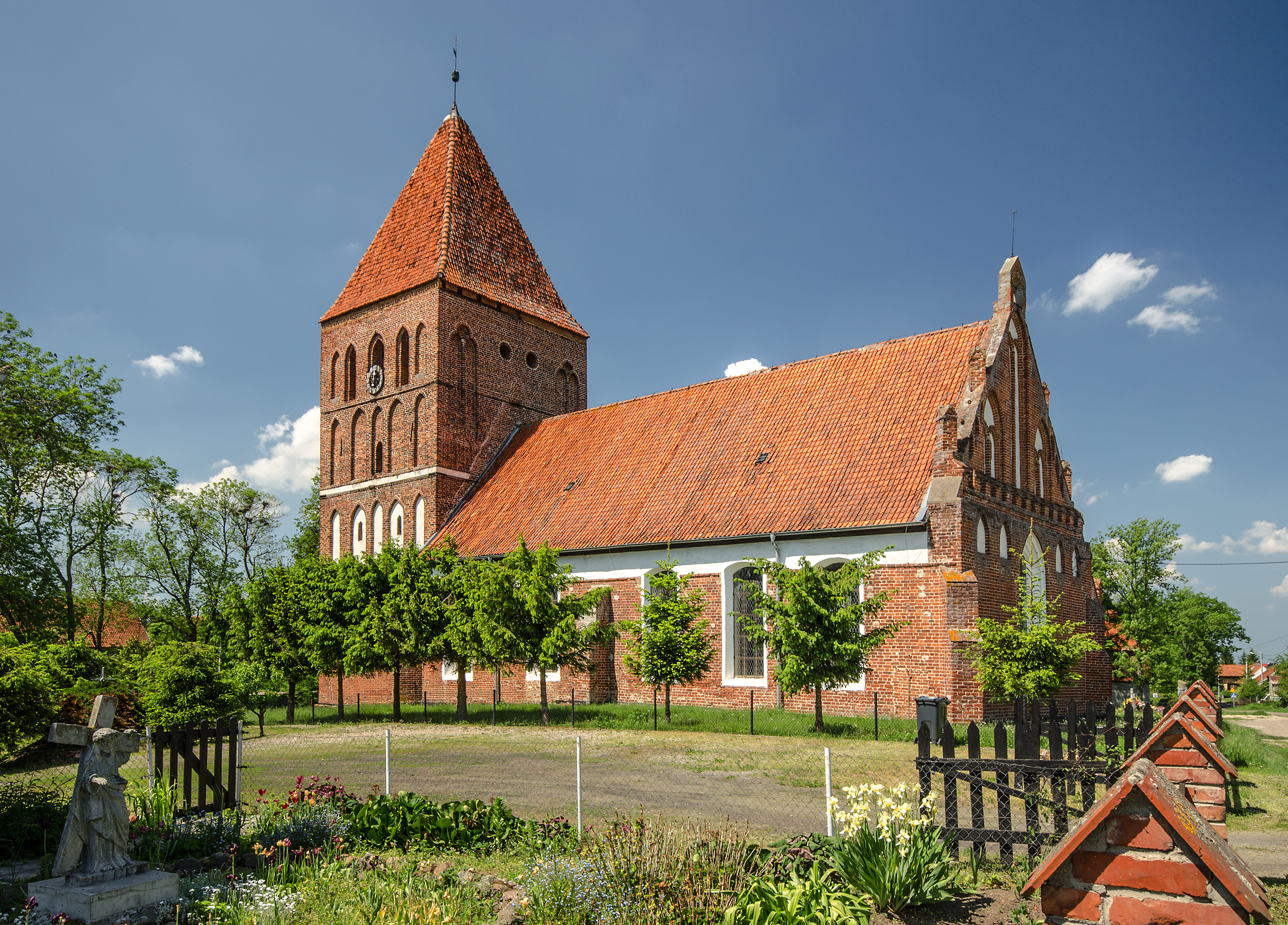
Herz-Jesu-Kirche

Jelonki (deutsch Hirschfeld) ist ein Dorf in der Gmina Rychliki in der Woiwodschaft Ermland-Masuren in Polen. 2006  lebten hier 693 Einwohner.

## Geschichte
Bereits aus dem 7./8. Jahrhundert und dem 11. bis 13. Jahrhundert sind Gräberfelder in der Gemarkung des Ortes gefunden worden. Von 1304 ist die älteste Erwähnung eines Jacob von Hirsefeld bekannt. 1311 wurde ein Pfarrer in Hersefeld genannt. Der Ort gehörte zum Kammeramt Holland der Komturei Elbing des Gebietes des Deutschen Ordens.
1785 wurden 68 Feuerstellen gezählt. Hirschfeld gehörte zum Haupt-Amt Preußisch Holland in der Provinz Ostpreußen im Königreich Preußen.
Seit 1945 gehört der Ort zu Polen und erhielt den Namen Jelonki.

## Sehenswürdigkeiten
- Herz-Jesu-Kirche, 14. Jahrhundert, mit Altar von 1729 auf gotischer Holzplatte, Orgel von Andreas Hildebrandt, Kanzel und Beichtstuhl aus dem 18. Jahrhundert, Empore aus dem 17. Jahrhundert
- Vorlaubenhäuser, 19./20. Jahrhundert

## Persönlichkeiten
- August Madsack (1858–1933), deutscher Verleger, in Hirschfeld geboren